# Агполад, Мамед
Мамед Агполад или Мамед Рзаев (азерб. Məmməd Ağpolad или Məmməd Rzayev) — офицер вооружённых сил Азербайджанской Демократической Республики, полковник вооружённых сил Турции.

## Жизнь и образование
Мамед Рза оглы Рзаев родился в 1897 году в квартале Имамали города Елизаветполь. После окончания в 1914 году Елизаветпольской гимназии поступил в инженерное училище в городе Тифлисе. В 1917 году, учась в последнем классе, после беспорядков во время Октябрьской революции ушёл добровольцем на военную службу. Отслужив 8 месяцев, поступил в открытую правительством АДР в Гяндже в мае 1918 года школу подпрапорщиков. В школе обучалось свыше 250 юнкеров. Первый выпуск был произведён 26 октября 1918 года.

## Военная служба

### В АДР
В ноябре 1918 года был назначен в дислоцированную в Гяндже 1-ю батарею 1-го дивизиона 1-й артиллерийской бригады. После поступления на военную службу его отправили в Карабах. Принимал участие в боях в направлении селений Абдаллар и Ханлыг против армянских дашнакских отрядов, чинивших массовые убийства мирных жителей в Карабахе и Зангезуре. 22 марта 1919 года за проявленный в боях героизм был назначен командиром взвода. В августе того же года Мамед Рзаев был назначен командиром батареи.
21 марта 1920 года армяно-дашнакские отряды внезапно атаковали позиции расположенного в Аскеране Джаванширского пехотного полка, захватили Аскеранский перевал и подняли восстание. 26 марта 1920 года азербайджанская армия нанесла широкомасштабный удар по войскам Дро в направлении Аскерана. Как офицер национальной армии Мамед Рзаев также
участвовал в этих боях, командуя артиллерийской батареей. Ожесточённые бои, начавшиеся в Аскеране, закончились победой азербайджанской армии. Силы противника были полностью уничтожены в боях, продолжавшихся до середины апреля.
После апрельской оккупации Азербайджана участвовал в Гянджинском восстании против большевиков в мае 1920 года. После нескольких дней участия в обороне Гянджи он отправился в Карабах, где в июне 1920 года участвовал в карабахском восстании под руководством Нури-паши. После разгрома восстания участвовал в боях во главе артиллерийской батареи вместе с уцелевшими бойцами кавалерийского и пехотного полков армии АДР. Части отступили в направлении Карягино и Джебраила, форсировали реку Араз и перешли в Иран.
Мамед Агполад так описывал эти события:

После боев с оккупационной большевистской армией вместе с частью азербайджанского отряда мы с нашей артиллерийской батареей с 4-мя полевыми пушками перешли через Худаферинский мост в Иран. После долгих скитаний и приключений мы снова пересекли реку Араз и прибыли в Ордубадский уезд Нахчывана. Поскольку дороги не было, нам пришлось оставить 4 пушки в Иране. Но прицелы, затворы пушек, и кое-какое снаряжение мы привезли с собой. На складе в Нахчыване мы нашли две пушки без прицелов и затворов. Приведя их в боеготовность, мы сражались с армянской армией в Девели и Шахтахты вместе с расположенным в Нахчыване батальоном XI дивизии под командованием Вейсал-бека.
В Шахтахты два отделения первого батальона XI дивизии и артиллерийская батарея под командованием Мамед-бека подверглась ожесточённой атаке армянских вооружённых формирований численностью 2000 человек. Затем Мамед-бек со своей батареей перешёл через Маку в Турцию и 12 июля достиг Восточного Баязида. Сдав две пушки в распоряжение XI артиллерийского полка, Мамед-бек вместе с 23 соратниками отправился в Эрзурум. Спустя неделю отряд прибыл в Эрзурум и вместе с привезёнными с собой 18-ю английскими жеребцами присоединился к азербайджанской воинской части, расположенной в районе Союк Чермик.

### В Турции
После разгрома восстания против советской оккупации часть военнослужащих армии АДР переправилась в Турцию. На подходе к границам Турции Нух-бек Софиев, командующий азербайджанскими военными, передал командование Самед-беку Рафибейли. Под руководством Самед-бека они добрались до Восточного Баязида, а затем, в июне-июле – Гасангала и Эрзурума. Отряды, состоящие из артиллерийской батареи и пехоты, вошли в состав других дивизий. Спустя некоторое время решением Великого национального собрания Турции азербайджанское соединение численностью 1200 человек в составе одного кавалерийского, одного пехотного полков и артиллерийской батареи было принято в ряды Восточной армии (XV корпус) под командованием Кязым-паши Карабекира. Мамед Рзаев был одним из 56 офицеров этого соединения.
Мамед-бек принимал участие в войне за независимость Турции в качестве командира батальона батареи под командованием Джахангир-бека Беркэра. С осени 1920 г. по начало 1921 г. принимал участие в операциях по освобождению Сарыкамыша, Карса и Гюмри. Он был награждён
похвальной грамотой, подписанной Мустафой Кемалем Ататюрком, за храбрость в сражении под Берной вблизи деревни Бенлиахмет Карса. После окончания войны за независимость Турции остался в армии и продолжил военную службу.
После войны участвовал в подавлении восстания шейха Саида в 1925 г., первого восстания в Агры в 1926 г. и второго восстания в Агры в 1927 года.
В августе 1928 года Рзаеву было присвоено звание старшего лейтенанта. Для повышения образования поступил в военное училище в Стамбуле. В 1929 году был назначен командиром батареи артиллерийской группы Фоча в Измире. В 1930 году стал капитаном. После принятия в Турции Закона о фамилии (21 июня 1934 года). Мамед Рзаев взял себе фамилию Агполад. В 1939 году был назначен командиром 6-й батареи в артиллерийском полку, расположенном в Мугле, в 1940 году, уже в звании майора – командиром 2-го батальона артиллерийского полка 64-й дивизии в Чаталдже, в 1943 г. – командиром артиллерийского полка 40-й дивизии, в декабре 1945 г. – 49-го артиллерийского полка 2-й дивизии в Карсе.
В августе 1946 года Мамед Агполад был произведён в подполковники и назначен заместителем начальника оружейного склада 3-й армии в Эрзуруме, а в июле 1948 года – замкомандира моторизованного артиллерийского полка 7-го корпуса в Диярбакыре. В 1949 году ему было присвоено звание полковника и он был назначен главой Ревизионной комиссии в Диярбакыре. В мае 1950 года перенёс инфаркт. После курса лечения вернулся в строй. В том же году был назначен главой Ревизионной комиссии в Эскишехире. Однако по состоянию здоровья Агполаду пришлось уйти в отставку в июле 1951 года.
После выхода на пенсию участвовал в деятельности Азербайджанского культурной ассоциации. 25 мая 1958 года в Стамбуле под председательством Юниса Хазарлы состоялся ежегодный съезд ассоциации. В результате выборов в наблюдательный совет ассоциации были избраны Баба Бехбуд, Мамед Агполад, Гамид Гянджа.
Агполад умер 7 января 1975 года. Похоронен на Аллее шехидов Джабаджи в Анкаре.

## Семья
Отец – Рза-бек Рзаев, мать – Шекер ханым. У Мамед-бека были братья Юнис, Биннет, Немат и сестра Говхар. Все братья были репрессированы и расстреляны в 1937 году.
Во время службы в Карсе Мамед Агполад познакомился с Лейлой ханым и создал здесь семью. От этого брака родились дети Джамиля и Орхан.
Его сын Орхан был солдатом и участвовал в Корейской войне. Он был одним из участников битвы под Куну-ри (1951). Получив ранение, вернулся в Турцию. После выздоровления продолжил службу и дослужился до звания полковника.